# 유천 나들목
유천 나들목(Yucheon IC)은 대구광역시 달성군 화원읍 구라리와 달서구 대천동에 걸쳐 설치된 중부내륙고속도로지선의 5번 나들목이다.
하이패스 전용 나들목이기 때문에 유천 하이패스 나들목이라고도 불리며, 하이패스 전용 나들목의 특성상 4.5톤 이상의 화물차는 과적단속 여부와 관계없이 진출입할 수 없다.
상습 정체 구간인 신천대로 남대구 나들목 ~ 서대구 나들목 구간과 월곡로 등의 교통혼잡 해소와 성서산업단지에서 고속도로 접근을 편하게 하기 위해 달서구 을(월배권)이 지역구인 윤재옥 국회의원이 하이패스 전용 나들목 개설을 건의했으며, 2015년 2월부터 대구광역시청에서 한국도로공사와 협의해 나들목 신설을 추진했다. 이에 따라 2016년 7월에 실시 설계를 마치고 2016년 12월 26일에 착공되어 2018년 3월 29일에 개통했다.
현재는 구라리에 상행(금호, 서울방향) 진입로만 있고 대천동에 하행(옥포, 현풍방향) 진출로만 설치되어 있어서, 옥포나 현풍 방향으로 진입하려면 이 나들목을 이용할 수 없고 화원옥포 나들목으로 내려가야 한다. 향후 하행(옥포, 현풍방향) 진입로와 상행(금호, 서울방향) 진출로를 추가로 설치할 예정이다.
중부내륙고속도로지선 개량 및 성천로 개설 공사로 2007년 6월 20일에 폐쇄된 기존 화원유원지 나들목의 기능을 사실상 대체하고 있다.

## 연혁
- 2015년 7월 : 나들목 설계 실시협약 체결[3]
- 2016년 7월 : 실시설계 완료[3]
- 2016년 12월 26일 : 나들목 착공[3]
- 2017년 3월 8일 : 2017년 12월까지 나들목 신설을 위해 대구광역시 도시계획시설 교통광장에 달성군 화원읍 구라리와 달서구 대천동 일원을 유천 하이패스 나들목으로 고시[5]
- 2017년 7월 10일 : 나들목 신설 사업 시행기간을 2018년으로 변경[6]
- 2018년 3월 29일 : 현풍 기점 20.1km 위치에 나들목 개통[7]

## 구조물 정보
금호 방향은 진입로(구라리)만 설치되었으며, 현풍 방향은 진출로(대천동)만 설치되었다. 진입로는 성천로 화원방면에서 접속해 금호 방향으로 진입하는 방식이며, 진입로 내에 회차로가 설치되어 있다. 진출로는 현풍 방향에서 진출해 달서대로 성서산단 방면으로 접속하며, 진출로에 스마트 톨링 시스템이 설치되어 있다. 대한민국에서는 처음으로 고속도로 본선으로 직접 연결되는 방식으로 건설된 하이패스 전용 나들목이자 대한민국에서 최초로 스마트톨링 시스템이 도입된 하이패스 전용 나들목이다.
- 위치 : 대구광역시 달성군 화원읍 구라리(상행/진입), 달서구 대천동(하행/진출)
- 영업소 : 대구광역시 달성군 화원읍 구라리 1118-8 / 대구광역시 달서구 대천동 757-32

## 접속하는 도로
- 대구광역시도 제10호선 (달서대로)
- 성천로

## 교통량 정보
| 요금소        | 통행량 (대/일) | 통행량 (대/일) | 각주  |
| 요금소        | 2018년         | 2019년         | 각주  |
| ------------- | -------------- | -------------- | ----- |
| 유천 (폐쇄식) | 5,600          | 7,409          | [ 9 ] |

## 같이 보기
- 화원유원지 나들목